# Endless Summer (Scooter)
Endless Summer è un singolo del gruppo musicale tedesco Scooter, pubblicato nel 1995 ed estratto dall'album ...and the Beat Goes On!.

## Tracce
- CD Maxi (Germania)

1. Endless Summer (Maxi version) – 5:14
2. Endless Summer (Radio edit) – 3:55
3. Across the Sky – 5:44